# Deutsche Leichtathletik-Meisterschaften 1959/Resultate
Der Hauptteil der Wettbewerbe bei den 59. Deutschen Leichtathletik-Meisterschaften wurde vom 24. bis 26. Juli 1959 im Stuttgarter Neckarstadion ausgetragen.
In der hier vorliegenden Auflistung werden die in den verschiedenen Wettbewerben jeweils ersten sechs platzierten Leichtathletinnen und Leichtathleten aufgeführt. Eine Übersicht mit den Medaillengewinnerinnen und -gewinnern sowie einigen Anmerkungen zu den Meisterschaften findet sich unter dem Link Deutsche Leichtathletik-Meisterschaften 1959.
Wie immer gab es zahlreiche Disziplinen, die zu anderen Terminen an anderen Orten stattfanden – in den folgenden Übersichten jeweils konkret benannt.
Hier die ausführlichen Ergebnislisten der Meisterschaften:

## Meisterschaftsresultate Männer

### 100 m
| Platz | Athlet, Verein                         | Zeit (s) |
| ----- | -------------------------------------- | -------- |
| 1     | Manfred Germar (ASV Köln)              | 10,5     |
| 2     | Martin Lauer (ASV Köln)                | 10,6     |
| 3     | Peter Gamper (SpVgg. Feuerbach)        | 10,6     |
| 4     | Walter Mahlendorf (Hannover 96)        | 10,7     |
| 5     | Hans-Dieter Matthöfer (SG Boelerheide) | 10,9     |
| 6     | Bernd Cullmann (TuS Tiefenstein)       | 11,0     |

Datum: 26. Juli

### 200 m
| Platz | Athlet, Verein                               | Zeit (s) |
| ----- | -------------------------------------------- | -------- |
| 1     | Manfred Germar (ASV Köln)                    | 21,5     |
| 2     | Walter Mahlendorf (Hannover 96)              | 21,6     |
| 3     | Karl-Heinz Naujoks (TSV Bayer 04 Leverkusen) | 21,9     |
| 4     | Marcel Wendelin (TG Hanau)                   | 21,9     |
| 5     | Edmund Burg (TV Elversberg)                  | 22,1     |
| 6     | Fredy Kalina (Hannover 96)                   | 22,2     |

Datum: 25. Juli

### 400 m
| Platz | Athlet, Verein                | Zeit (s) |
| ----- | ----------------------------- | -------- |
| 1     | Carl Kaufmann (Karlsruher SC) | 46,9     |
| 2     | Manfred Kinder (OSV Hörde)    | 47,3     |
| 3     | Walter Oberste (OSV Hörde)    | 47,6     |
| 4     | Otto Klappert (USC Freiburg)  | 48,3     |
| 5     | Burkhart Quantz (ASV Köln)    | 48,4     |
| 6     | Udo Waldheim (OSV Hörde)      | 49,0     |

Datum: 26. Juli

### 800 m
| Platz | Athlet, Verein                       | Zeit (min) |
| ----- | ------------------------------------ | ---------- |
| 1     | Peter Adam (TSV Bayer 04 Leverkusen) | 1:50,8     |
| 2     | Paul Schmidt (OSV Hörde)             | 1:51,0     |
| 3     | Dieter Heydecke (VfL Wolfsburg)      | 1:51,3     |
| 4     | Jörg Balke (Polizei SV Berlin)       | 1:51,8     |
| 5     | Horst Grone (VfL Wolfsburg)          | 1:52,1     |
| 6     | Peter Bock (TSV Sasel)               | 1:53,2     |

Datum: 26. Juli

### 1500 m
| Platz | Athlet, Verein                               | Zeit (min) |
| ----- | -------------------------------------------- | ---------- |
| 1     | Edmund Brenner (SKV Eglosheim)               | 3:46,7     |
| 2     | Friedrich Stracke (Barmer TV 1846 Wuppertal) | 3:47,1     |
| 3     | Klaus Ostach (Berliner SC)                   | 3:47,6     |
| 4     | Günter Timm (VfL Wolfsburg)                  | 3:47,8     |
| 5     | Heinz Böthling (Olympia Neumünster)          | 3:49,7     |
| 6     | Max Rentsch (TSV Bayer 04 Leverkusen)        | 3:50,5     |

Datum: 26. Juli

### 5000 m
| Platz | Athlet, Verein                      | Zeit (min) |
| ----- | ----------------------------------- | ---------- |
| 1     | Alfred Kleefeldt (TSV Wendlingen)   | 14:33,8    |
| 2     | Ludwig Müller (Weseler TV)          | 14:38,6    |
| 3     | Gustav Disse (SC Dahlhausen)        | 14:39,8    |
| 4     | Herbert Pieritz (Polizei SV Berlin) | 14:50,0    |
| 5     | Hans Siegel (SSG Darmstadt)         | 14:50,4    |
| 6     | Karl-Heinz Paetow (Hamburger SV)    | 14:51,6    |

Datum: 26. Juli

### 10.000 m
| Platz | Athlet, Verein                   | Zeit (min) |
| ----- | -------------------------------- | ---------- |
| 1     | Xaver Höger (TV Grönenbach)      | 30:20,2    |
| 2     | Walter Konrad (TSV 1860 München) | 30:32,2    |
| 3     | Roland Watschke (Weseler TV)     | 31:13,8    |
| 4     | Gustav Disse (SC Dahlhausen)     | 31:19,4    |
| 5     | Karl-Heinz Paetow (Hamburger SV) | 31:31,0    |
| 6     | Ingo Kretschmer (1. FC Nürnberg) | 31:33,6    |

Datum: 24. Juli

### Marathon
| Platz | Athlet, Verein                              | Zeit (h)  |
| ----- | ------------------------------------------- | --------- |
| 1     | Gustav Disse (SC Dahlhausen)                | 2:28:45,6 |
| 2     | Jürgen Wedeking (TSR Olympia Wilhelmshaven) | 2:29:50,0 |
| 3     | Karl-Heinz Paetow (Hamburger SV)            | 2:35:06,0 |
| 4     | Ingo Kretschmer (1. FC Nürnberg)            | 2:35:37,0 |
| 5     | Wilhelm Gänßler (TSR Olympia Wilhelmshaven) | 2:36:19,0 |
| 6     | Hans Gerdes (TSR Olympia Wilhelmshaven)     | 2:36:42,0 |

Datum: 15. August
fand in Delmenhorst statt

### Marathon, Mannschaftswertung
| Platz | Verein, Besetzung                                                         | Zeit (h) |
| ----- | ------------------------------------------------------------------------- | -------- |
| 1     | TSR Olympia Wilhelmshaven (Jürgen Wedeking, Wilhelm Gänßler, Hans Gerdes) | 7:42:51  |
| 2     | SC Dahlhausen (Gustav Disse, August Ruttloh, Walter Ruttloh)              | 7:53:11  |
| 3     | TUSEM Essen (Fritz Schöning, August Blumensaat, Manfred Günther)          | 8:10:09  |
| 4     | SCC Berlin (Hermann Brecht, Günter Thiele, Dieter Unruh)                  | 8:42:41  |
| 5     | DJK Teutonia St. Tönis (Heinz Tonn, Heinz Rüdiger, Paul Bongartz)         | 8:45:28  |
| 6     | SV Moltkeplatz Essen (Albert Middendorf, Werner Reck, Forster)            | 8:57:47  |

Datum: 15. August
fand in Delmenhorst statt

### 110 m Hürden
| Platz | Athlet, Verein                       | Zeit (s) |
| ----- | ------------------------------------ | -------- |
| 1     | Martin Lauer (ASV Köln)              | 14,0     |
| 2     | Bert Steines (Rot-Weiß Koblenz)      | 14,8     |
| 3     | Karl-Ernst Schottes (DSD Düsseldorf) | 14,9     |
| 4     | Walter Pensberger (TSV 1860 München) | 14,9     |
| 5     | Klaus Gerbig (TG Rüsselsheim)        | 15,1     |
| 6     | Herbert Stürmer (1. FC Nürnberg)     | 15,3     |

Datum: 25. Juli

### 200 m Hürden
| Platz | Athlet, Verein                       | Zeit (s) |
| ----- | ------------------------------------ | -------- |
| 1     | Martin Lauer (ASV Köln)              | 23,0     |
| 2     | Klaus Gerbig (TG Rüsselsheim)        | 23,7     |
| 3     | Klaus Nüske (ASV Berlin)             | 23,8     |
| 4     | Günther Wild (Karlsruher SC)         | 23,8     |
| 5     | Willi Matthias (DTSG 1874 Hannover)  | 24,3     |
| 6     | Peter Weimer (TSV Schwaben Augsburg) | 25,1     |

Datum: 24. Juli

### 400 m Hürden
| Platz | Athlet, Verein                      | Zeit (s) |
| ----- | ----------------------------------- | -------- |
| 1     | Helmut Janz (VfL Gladbeck)          | 51,0     |
| 2     | Helmut Joho (USC Freiburg)          | 52,5     |
| 3     | Heinz Hoß (SpVgg. Feuerbach)        | 52,8     |
| 4     | Heinz Barthelemey (VfL Wolfsburg)   | 53,2     |
| 5     | Willi Matthias (DTSG 1874 Hannover) | 53,6     |
| 6     | Volker Kottmann (SpVgg. Feuerbach)  | 55,1     |

Datum: 26. Juli

### 3000 m Hindernis
| Platz | Athlet, Verein                         | Zeit (min) |
| ----- | -------------------------------------- | ---------- |
| 1     | Hans Hüneke (Solinger LC)              | 8:59,0     |
| 2     | Heinz Laufer (SpVgg. Feuerbach)        | 8:59,8     |
| 3     | Wilhelm-Rüdiger Böhme (Hamburger SV)   | 9:03,2     |
| 4     | Roland Watschke (TV Wesel)             | 9:16,8     |
| 5     | Hans-Josef Güdelhöfer (ASV Köln)       | 9:24,6     |
| 6     | Herbert Roth (TSV Bayer 04 Leverkusen) | 9:27,6     |

Datum: 26. Juli

### 4 × 100 m Staffel
| Platz | Verein, Besetzung                                                                    | Zeit (s) |
| ----- | ------------------------------------------------------------------------------------ | -------- |
| 1     | ASV Köln (Hans Peters, Martin Lauer, Robert Pfeil, Manfred Germar)                   | 41,4     |
| 2     | TSV 1860 München (Eduard Feneberg, Dieter Baumann, Martin Reichert, Hans Oesterlein) | 41,5     |
| 3     | OSC Berlin (Jens Pissarek, Below, Heinz Oberbeck, Uwe Krohn)                         | 41,9     |
| 4     | Grün-Weiß Frankfurt (Roth, Kummerow, Baumberger, Gutzeit)                            | 42,7     |
| DSQ   | TV 1847 Wetzlar (Herbert Schneider, Detlef Manche, Robert Novak, Günter Brand)       |          |
| DNF   | SpVgg. Feuerbach (Braun, Peter Gamper, Rolf Grötzinger, Günter Wager)                |          |

Datum: 26. Juli

### 4 × 400 m Staffel
| Platz | Verein, Besetzung                                                            | Zeit (min) |
| ----- | ---------------------------------------------------------------------------- | ---------- |
| 1     | OSV Hörde (Paul Schmidt, Walter Oberste, Udo Waldheim, Manfred Kinder)       | 3:11,7     |
| 2     | TSV Bayer 04 Leverkusen (Horst Pöhler, Emmerich, Norbert Karuhn, Peter Adam) | 3:12,2     |
| 3     | SCC Berlin (Peter Hoppe, Bodo Bednorz, Gerhard Kopp, Julius Müller)          | 3:12,4     |
| 4     | USC Freiburg (Heinrich Buchgeister, Gerd Dörrie, Helmut Joho, Otto Klappert) | 3:13,2     |
| 5     | VfL Wolfsburg (Dieter Heydecke, Meier, Egon Ritter, Horst Grone)             | 3:17,1     |
| 6     | SV Polizei Hamburg (Hermann Ossenkopp, Kubik, Heer, Hermann Wöhrle)          | 3:18,0     |

Datum: 26. Juli

### 3 × 1000 m Staffel
| Platz | Verein, Besetzung                                                        | Zeit (min) |
| ----- | ------------------------------------------------------------------------ | ---------- |
| 1     | Polizei SV Berlin (Hans-Joachim Kowalewsky, Klaus Lehmann, Jörg Balke)   | 7:12,6     |
| 2     | Berliner SC (Herbert Stichnote, Olaf Lawrenz, Klaus Ostach)              | 7:12,8     |
| 3     | SKV Eglosheim (Hans Günthner, Manfred Engelhardt, Edmund Brenner)        | 7:19,8     |
| 4     | Hamburger SV (Wilhelm-Rüdiger Böhme, Gerhard Flomm, Hans-Joachim Blatt)  | 7:23,8     |
| 5     | TSV Bayer 04 Leverkusen (Karl-Heinz Czock, Albert Günzel, Max Rentsch)   | 7:34,6     |
| 6     | Polizei SV Bielefeld (Siegfried Nürnberger, Müller, Hans-Joachim Krause) | 7:38,8     |

Datum: 24. Juli

### 20-km-Gehen
| Platz | Athlet, Verein                           | Zeit (h)  |
| ----- | ---------------------------------------- | --------- |
| 1     | Erich Rodermund (Eintracht Braunschweig) | 1:41:18,0 |
| 2     | Julius Müller (Hamburger SV)             | 1:42:05,2 |
| 3     | Horst Brüning (BTSV 1850 Berlin)         | 1:42:23,2 |
| 4     | Claus Biethan (SV Friedrichsgabe)        | 1:44:24,4 |
| 5     | Karl-Heinz Pape (TSV Lebenstedt)         | 1:47:12,0 |
| 6     | Claus Bartels (Hamburger SV)             | 1:47:34,0 |

Datum: 24. Juli

### 20-km-Gehen, Mannschaftswertung
| Platz | Verein, Besetzung                                                      | Zeit (h)  |
| ----- | ---------------------------------------------------------------------- | --------- |
| 1     | Hamburger SV (Julius Müller, Claus Bartels, Horst Gerdau)              | 5:18:16,8 |
| 2     | SV Friedrichsgabe (Claus Biethan, Harry Binner, Harald Michelsen)      | 5:34:45,4 |
| 3     | Eintracht Braunschweig (Erich Rodermund, Walter Stoltz, Horst Göring)  | 5:35:12,0 |
| 4     | Post-SV Tübingen (Helmut Scheel, Kurt Schreiber, Horst Sturm)          | 5:36:48,6 |
| 5     | Grün-Weiß Essen (Wolfgang Döring, Willi Schneidereit, Alfred Fattmann) | 5:38:17,0 |
| 6     | KSV Hessen Kassel (Gerd Lehmann, Attila Holeczy, Willi Voß)            | 5:49:05,0 |

Datum: 24. Juli

### 50-km-Gehen
| Platz | Athlet, Verein                           | Zeit (h) |
| ----- | ---------------------------------------- | -------- |
| 1     | Claus Bartels (Hamburger SV)             | 4:44:08  |
| 2     | Claus Biethan (SV Friedrichsgabe)        | 4:45:29  |
| 3     | Erich Rodermund (Eintracht Braunschweig) | 4:47:08  |
| 4     | Harald Michelsen (SV Friedrichsgabe)     | 4:55:56  |
| 5     | Jürgen Krämer (TV Memmingen)             | 4:59:59  |
| 6     | Alfred Fattmann (Grün-Weiß Essen)        | 5:03:27  |

Datum: 16. August
fand in Delmenhorst statt

### 50-km-Gehen, Mannschaftswertung
| Platz | Verein, Besetzung                                                         | Zeit (h) |
| ----- | ------------------------------------------------------------------------- | -------- |
| 1     | SV Friedrichsgabe (Claus Biethan, Harald Michelsen, Harry Binner)         | 14:58:39 |
| 2     | Eintracht Braunschweig (Erich Rodermund, Walter Stoltz, Wolf-Dieter Götz) | 15:02:33 |
| 3     | Grün-Weiß Essen (Alfred Fattmann, Wolfgang Döring, Willi Schneidereit)    | 15:36:57 |
| 4     | KSV Hessen Kassel (Willi Voß, Kornelius Holeczy, Gerd Lehmann)            | 16:25:01 |

Datum: 16. August
fand in Delmenhorst statt
nur 4 Mannschaften in der Wertung

### Hochsprung
| Platz | Athlet, Verein                      | Höhe (m) |
| ----- | ----------------------------------- | -------- |
| 1     | Theo Püll (LG 1947 Viersen)         | 2,00     |
| 2     | Klaus Neufeldt (VfL Wolfsburg)      | 1,90     |
| 3     | Herbert Hopf (TG Würzburg)          | 1,90     |
| 4     | Peter Riebensahm (ATSV Bremerhaven) | 1,90     |
| 5     | Dieter Krake (VfL Wolfsburg)        | 1,85     |
| 5     | Dieter Wolf (USC Heidelberg)        | 1,85     |
| 5     | Wilhelm Bleier (USC Heidelberg)     | 1,85     |

Datum: 26. Juli

### Stabhochsprung
| Platz | Athlet, Verein                  | Höhe (m) |
| ----- | ------------------------------- | -------- |
| 1     | Klaus Lehnertz (Solinger LC)    | 4,30     |
| 2     | Dieter Möhring (VfL Wolfsburg)  | 4,30     |
| 3     | Horst Drumm (Rot-Weiß Koblenz)  | 4,20     |
| 4     | Egon Stengel (TSV 1860 München) | 4,10     |
| 5     | Rudolf Zech (1. FC Nürnberg)    | 4,10     |
| 6     | Helmut Schmidt (TuS Opladen)    | 4,00     |

Datum: 25. Juli

### Weitsprung
| Platz | Athlet, Verein                    | Weite (m) |
| ----- | --------------------------------- | --------- |
| 1     | Manfred Molzberger (ASV Köln)     | 7,64      |
| 2     | Gerhard Deyerling (TSG Haßloch)   | 7,49      |
| 3     | Ronald Krüger (Polizei SV Kiel)   | 7,47      |
| 4     | Reinhold Döll (TV 1859 Nidda)     | 7,33      |
| 5     | Peter Scharp (Olympia Neumünster) | 7,15      |
| 6     | Heinz Wagner (TV 1861 Haßfurt)    | 7,09      |

Datum: 26. Juli

### Dreisprung
| Platz | Athlet, Verein                            | Weite (m) |
| ----- | ----------------------------------------- | --------- |
| 1     | Jörg Wischmeier (Rheydter TV 1847)        | 15,14     |
| 2     | Hermann Strauß (TG Kitzingen)             | 15,07     |
| 3     | Heinrich Fröhling (SuS Schwarz-Gelb Unna) | 14,63     |
| 4     | Robert Wiener (DJK Schweinfurt)           | 14,57     |
| 5     | Norbert Weiser (Turnerschaft Kronach)     | 14,50     |
| 6     | Hans Eiberle (TSG Reutlingen)             | 14,50     |

Datum: 24. Juli

### Kugelstoßen
| Platz | Athlet, Verein                          | Weite (m) |
| ----- | --------------------------------------- | --------- |
| 1     | Karl-Heinz Wegmann (Dortmunder SC 1895) | 17,36     |
| 2     | Hermann Lingnau (Rot-Weiß Koblenz)      | 16,95     |
| 3     | Dietrich Urbach (TSV 1860 München)      | 16,88     |
| 4     | Josef Klik (TuS Fritzlar)               | 15,88     |
| 5     | Helmut Diehl (TSV 1860 München)         | 15,51     |
| 6     | Wolfgang Motzkus (TSV Neuburg)          | 15,08     |

Datum: 26. Juli

### Diskuswurf
| Platz | Athlet, Verein                      | Weite (m) |
| ----- | ----------------------------------- | --------- |
| 1     | Dieter Möhring (VfL Wolfsburg)      | 50,98     |
| 2     | Martin Bührle (USC Heidelberg)      | 49,70     |
| 3     | Rudolf Schwarz (1. SC Göttingen 05) | 48,82     |
| 4     | Karl Oweger (TSV 1860 München)      | 47,93     |
| 5     | Otto Koppenhöfer (TG Heilbronn)     | 47,65     |
| 6     | Josef Klik (TuS Fritzlar)           | 47,16     |

Datum: 25. Juli

### Hammerwurf
| Platz | Athlet, Verein                            | Weite (m) |
| ----- | ----------------------------------------- | --------- |
| 1     | Willi Glotzbach (Fuldaer Turnerschaft 48) | 59,44     |
| 2     | Hugo Ziermann (Grün-Weiß Frankfurt)       | 57,36     |
| 3     | Siegfried Lorenz (OSV Hörde)              | 57,30     |
| 4     | Hans Wulff (KSV Hessen Kassel)            | 56,74     |
| 5     | Siegfried Perleberg (SCC Berlin)          | 55,43     |
| 6     | Hans-Joachim Knappe (DSD Düsseldorf)      | 54,91     |

Datum: 24. Juli

### Speerwurf
| Platz | Athlet, Verein                    | Weite (m) |
| ----- | --------------------------------- | --------- |
| 1     | Heinrich Will (Rendsburger TSV)   | 76,54     |
| 2     | Hermann Rieder (TSV 1860 München) | 75,27     |
| 3     | Hermann Salomon (Hamburger SV)    | 71,80     |
| 4     | Luitpold Maier (TSV 1860 München) | 70,77     |
| 5     | Rolf Reebs (TV 1847 Wetzlar)      | 69,46     |
| 6     | Horst Polowczyk (VfL Wolfsburg)   | 65,50     |

Datum: 26. Juli

### Fünfkampf,1952er Wertung
| Platz | Athlet, Verein                    | P – offiz. Wert. | P – 85er Wert. |
| ----- | --------------------------------- | ---------------- | -------------- |
| 1     | Hermann Salomon (Hamburger SV)    | 3615             | 3803           |
| 2     | Rudolf Grünewald (TV Lampertheim) | 3182             | 3478           |
| 3     | Ernst Bux (Turn-Verein Lehe)      | 3097             | 3494           |
| 4     | Peter Gerber (TK Hannover)        | 3018             | 3414           |
| 5     | Herbert Stichnote (Berliner SC)   | 2987             | 3253           |
| 6     | Hans Müller (Post-SV Trier)       | 2946             | 3338           |

Datum: 29. August
fand in Düsseldorf statt
Disziplinen des Fünfkampfs: Weitsprung, Speerwurf, 200 m, Diskuswurf, 1500 m

### Fünfkampf– Mannschaftswertung
| Platz | Verein, Besetzung                                                 | Leistung (Pkte) |
| ----- | ----------------------------------------------------------------- | --------------- |
| 1     | Hamburger SV (Hermann Salomon, Horst Stelzner, Jürgen Hillermann) | 9099            |
| 2     | Turn-Verein Lehe (Ernst Bux, Hans Eichler, Harry Eichler)         | 8256            |
| 3     | TV 1847 Wetzlar (Rolf Reebs, Detlef Manche, Joachim Hildebrand)   | 8182            |
| 4     | Berliner SC (Herbert Stichnote, Klaus Ostach, Resa)               | 8116            |
| 5     | TSV Sasel (Alexander Marini, Peter Bock, Klaus Dabelgott)         | 8033            |
| 6     | Post-SV Trier (Hans Müller, Gerd Kuckhoff, Albert)                | 7986            |

Datum: 29. August
fand in Düsseldorf statt
Anmerkung: Die hier aufgelisteten Punktzahlen ergeben sich aus der zum Zeitpunkt der Austragung gültigen Wertungstabelle.

### Zehnkampf,1952er Wertung
| Platz | Athlet, Verein                        | P – offiz. Wert. | P – 85er Wert. |
| ----- | ------------------------------------- | ---------------- | -------------- |
| 1     | Martin Lauer (ASV Köln)               | 7955 DR          | 7478           |
| 2     | Klaus Nüske (ASV Berlin)              | 6682000          | 6830           |
| 3     | Werner von Moltke (TSV Ellwangen)     | 6680000          | 6894           |
| 4     | Joachim Janeke (ASV Köln)             | 6430000          | 6749           |
| 5     | Dieter Woytecki (SC Greven 09)        | 6169000          | 6557           |
| 6     | Herbert Höfner (Turnerschaft Kronach) | 5932000          | 6375           |

Datum: 29./30. August
fand in Düsseldorf statt
Martin Lauer übertraf nach der Wertung von 1952 mit 7955 Punkten den gesamtdeutschen Rekord des Hallensers Walter Meier um 567 Punkte. Nach der heute gültigen Wertung von 1985 ergeben sich 7478 Punkte für Lauers damalige Leistung.

### Zehnkampf,1952er Wertung– Mannschaftswertung
| Platz | Verein, Besetzung                                                       | Leistung (Pkte) |
| ----- | ----------------------------------------------------------------------- | --------------- |
| 1     | ASV Köln (Martin Lauer, Joachim Janeke, Joachim Lange)                  | 16.687          |
| 2     | ASV Berlin (Klaus Nüske, Karl-Heinz Drygalski, Gerd Leopold)            | 16.399          |
| 3     | USC Freiburg (Heinrich Buchgeister, Manfred Düsseldorf, Hecht)          | 16.038          |
| 4     | SV Darmstadt 98 (Wolf Reinhardt, Gerd Reinhardt, Lutz Reinhardt)        | 15.917          |
| 5     | LC Nordhorn (Wolfgang Heise, Heinz Buscher, Uwe Seifert)                | 15.823          |
| 6     | Rot-Weiß Koblenz (Werner Hagenbäumer, Fr.-J. Reismann, Gerhard Quitsch) | 14.864          |

Datum: 29./30. August
fand in Düsseldorf statt

### Waldlauf–7500m
| Platz | Athlet, Verein                    | Zeit (min) |
| ----- | --------------------------------- | ---------- |
| 1     | Ludwig Müller (Weseler TV)        | 22:11,4    |
| 2     | Alfred Kleefeldt (TSV Wendlingen) | 22:18,4    |
| 3     | Hans Widl (TSV 1860 München)      | 22:28,6    |
| 4     | Alfred Brand (VfL Wolfsburg)      | 22:33,6    |
| 5     | Gustav Disse (SC Dahlhausen)      | 22:38,8    |
| 6     | Roland Watschke (Weseler TV)      | 22:40,8    |

Datum: 19. April
fand in Lüneburg statt

### Waldlauf–7500m, Mannschaftswertung
| Platz | Verein, Besetzung                                                          | (Pkte)               |
| ----- | -------------------------------------------------------------------------- | -------------------- |
| 1     | TSV 1860 München (Hans Widl, Walter Müller, Hermann Eberlein)              | 32 (Plätze 03/15/18) |
| 2     | VfL Wolfsburg (Alfred Brand, Günter Timm, Hermann Schnelle)                | 35 (Plätze 04/11/24) |
| 3     | Hamburger SV (Karl-Heinz Paetow, Wilhelm-Rüdiger Böhme, Hans-Jürgen Profé) | 40 (Plätze 08/12/25) |
| 4     | TV Korschenbroich (Müllers, Vogt, Busse)                                   | 56 (Plätze 17/19/27) |
| 5     | Weseler TV (Ludwig Müller, Roland Watschke, Panteleit)                     | 56 (Plätze 01/6/60)  |
| 6     | Berliner SC (Klaus Ostach, Olaf Lawrenz, Herbert Stichnote)                | 61 (Plätze 10/21/40) |

Datum: 19. April
fand in Lüneburg statt

## Meisterschaftsresultate Frauen

### 100 m
| Platz | Athletin, Verein                           | Zeit (s) |
| ----- | ------------------------------------------ | -------- |
| 1     | Anni Biechl (Post-SV München)              | 12,2     |
| 2     | Jutta Heine (DHC Hannover)                 | 12,4     |
| 3     | Marianne Niederquell (OSV Hörde)           | 12,6     |
| 4     | Maren Collin (Wuppertaler SV)              | 12,7     |
| 5     | Monika Wessel (SV Salamander Kornwestheim) | 12,8     |
| 6     | Hilke Thymm (Hamburger SV)                 | 12,9     |

Datum: 25. Juli

### 200 m
| Platz | Athletin, Verein                           | Zeit (s) |
| ----- | ------------------------------------------ | -------- |
| 1     | Jutta Heine (DHC Hannover)                 | 24,6     |
| 2     | Inge Fuhrmann (SCC Berlin)                 | 25,3     |
| 3     | Monika Wessel (SV Salamander Kornwestheim) | 25,3     |
| 4     | Marianne Niederquell (OSV Hörde)           | 25,4     |
| 5     | Charlotte Schmidt, geb. Böhmer (OSV Hörde) | 25,8     |
| 6     | Helga Hüttmann (Holstein Kiel)             | 26,1     |

Datum: 26. Juli

### 400 m
| Platz | Athletin, Verein                            | Zeit (s) |
| ----- | ------------------------------------------- | -------- |
| 1     | Maria Jeibmann, geb. Arenz (Wuppertaler SV) | 57,1     |
| 2     | Reinhilde Knapp (TC Herne)                  | 57,3     |
| 3     | Karin Gloger (TUSEM Essen)                  | 57,7     |
| 4     | Margarete Buscher (LC Nordhorn)             | 57,8     |
| 5     | Rosemarie Nitsch (Post-SG Mannheim)         | 58,0     |
| 6     | Käthe Weigel (Viktoria Aschaffenburg)       | 58,3     |

Datum: 25. Juli

### 800 m
| Platz | Athletin, Verein                   | Zeit (min) |
| ----- | ---------------------------------- | ---------- |
| 1     | Veronika Mitgude (TuS Empelde)     | 2:10,7     |
| 2     | Nanny Schlüter (VfL Pinneberg)     | 2:12,3     |
| 3     | Edith Schiller (ASV Köln)          | 2:13,3     |
| 4     | Doris Goldhausen (OSV Hörde)       | 2:16,3     |
| 5     | Ursula Bleckmann (ASV Köln)        | 2:17,3     |
| 6     | Bärbel Holstein (TSV Gronau/Leine) | 2:20,4     |

Datum: 26. Juli

### 80 m Hürden
| Platz | Athletin, Verein                           | Zeit (s) |
| ----- | ------------------------------------------ | -------- |
| 1     | Zenta Kopp, geb. Gastl (TSV 1860 München)  | 10,8     |
| 2     | Edeltraud Keller (TG Trossingen)           | 10,9     |
| 3     | Gertrud Hantschk (TS Jahn München)         | 11,3     |
| 4     | Renate Junker (Rheydter TV 1847 1847)      | 11,3     |
| 5     | Jutta Schultheiß (TSB Flensburg)           | 11,4     |
| 6     | Monika Wessel (SV Salamander Kornwestheim) | 11,8     |

Datum: 26. Juli

### 4 × 100 m Staffel
| Platz | Verein, Besetzung                                                                                | Zeit (s) |
| ----- | ------------------------------------------------------------------------------------------------ | -------- |
| 1     | OSV Hörde (Bärbel Tölle, Marianne Niederquell, Renate Vetter, Charlotte Schmidt)                 | 47,3     |
| 2     | Post-SV München (Elfriede Schmidt, Anni Biechl, Brigitte Stich, Inge Karl)                       | 47,5     |
| 3     | TSV 1860 München (Inge Schell, Heidi Maasberg, Erika Freilinger, Zenta Kopp – geb. Gastl)        | 48,0     |
| 4     | Preussen Krefeld (Kriemhild Hausmann, Offer, Helene Kellers, Grafen)                             | 48,3     |
| 5     | Wuppertaler SV (Doris Schweimanns, Christel Dohrmann, Maren Collin, Maria Jeibmann – geb. Arenz) | 48,4     |
| 6     | Hamburger SV (Schnoor, Leonore Tauer, Ulla von Merhagen, Hilke Thymm)                            | 48,6     |

Datum: 26. Juli

### Hochsprung
| Platz | Athletin, Verein                          | Höhe (m) |
| ----- | ----------------------------------------- | -------- |
| 1     | Marlene Matthei (ASV Köln)                | 1,64     |
| 2     | Heidi Maasberg (TSV 1860 München)         | 1,64     |
| 3     | Rita Kortum (Olympia Neumünster)          | 1,61     |
| 4     | Christa Büchner (TSV Bayer 04 Leverkusen) | 1,61     |
| 5     | Maria Haas, geb. Sturm (1. FC Nürnberg)   | 1,58     |
| 6     | Erika Strößenreuther (TSV 1860 München)   | 1,55     |

Datum: 25. Juli

### Weitsprung
| Platz | Athletin, Verein                          | Weite (m) |
| ----- | ----------------------------------------- | --------- |
| 1     | Zenta Kopp, geb. Gastl (TSV 1860 München) | 6,20      |
| 2     | Liesel Jakobi (ATSV Saarbrücken)          | 6,03      |
| 3     | Erika Freilinger (TSV 1860 München)       | 5,92      |
| 4     | Renate Junker (Rheydter TV 1847 1847)     | 5,90      |
| 5     | Helga Hoffmann (ATSV Saarbrücken)         | 5,64      |
| 6     | Inge Werner (TV Schwetzingen 1864)        | 5,57      |

Datum: 25. Juli

### Kugelstoßen
| Platz | Athletin, Verein                                    | Weite (m) |
| ----- | --------------------------------------------------- | --------- |
| 1     | Marianne Werner, geb. Schulze-Entrup (SC Greven 09) | 14,78     |
| 2     | Mathilde Hartl (TV Mallersdorf)                     | 14,64     |
| 3     | Sigrun Grabert (SV 03 Tübingen)                     | 13,70     |
| 4     | Brigitte Bulla (OSC Berlin)                         | 13,49     |
| 5     | Antonia Vehoff (SC Greven 09)                       | 13,38     |
| 6     | Inge Gauß (TV 1879 Eutingen)                        | 12,85     |

Datum: 26. Juli

### Diskuswurf
| Platz | Athletin, Verein                                    | Weite (m) |
| ----- | --------------------------------------------------- | --------- |
| 1     | Kriemhild Hausmann (Preussen Krefeld)               | 49,89     |
| 2     | Hanna Bienert (Post-SV Hannover)                    | 48,09     |
| 3     | Gudrun Kapolke (Hamburger SV)                       | 46,07     |
| 4     | Ilse Bechthold, geb. Peters (Eintracht Frankfurt)   | 43,87     |
| 5     | Liselotte Sturm (1. FC Nürnberg)                    | 42,76     |
| 6     | Marianne Werner, geb. Schulze-Entrup (SC Greven 09) | 42,61     |

Datum: 24. Juli

### Speerwurf
| Platz | Athletin, Verein                               | Weite (m) |
| ----- | ---------------------------------------------- | --------- |
| 1     | Christa Dieckvoß (Ratzeburger SV)              | 48,76     |
| 2     | Almut Brömmel (TSV 1860 München)               | 47,53     |
| 3     | Mechthild Nelles (TuS Rheinhausen)             | 46,48     |
| 4     | Liselotte Kipp (TV 1862 Soest)                 | 43,87     |
| 5     | Leocardia Hilger (OSC Berlin)                  | 42,76     |
| 6     | Anneliese Gerhards, geb. Jansen (TV Lobberich) | 42,61     |

Datum: 25. Juli

### Fünfkampf,1955er Wertung
| Platz | Athletin, Verein                          | Leistung (Pkte) |
| ----- | ----------------------------------------- | --------------- |
| 1     | Gertrud Hantschk (TS Jahn München)        | 4453            |
| 2     | Edeltraut Keller (TG Trossingen)          | 4451            |
| 3     | Zenta Kopp, geb. Gastl (TSV 1860 München) | 4375            |
| 4     | Renate Junker (Rheydter TV 1847 1847)     | 4451            |
| 5     | Heidi Maasberg (TSV 1860 München)         | 4303            |
| 6     | Christa Büchner (TSV Bayer 04 Leverkusen) | 4294            |

Datum: 29./30. August
fand in Düsseldorf statt

### Fünfkampf,1955er Wertung– Mannschaftswertung
| Platz | Verein, Besetzung                                                                 | Leistung (Pkte) |
| ----- | --------------------------------------------------------------------------------- | --------------- |
| 1     | TSV 1860 München (Zenta Kopp – geb. Gastl, Heidi Maasberg, Erika Freilinger)      | 12.869          |
| 2     | Hamburger SV (Hilke Thymm, Leonore Tauer, Bock)                                   | 12.071          |
| 3     | SC Greven 09 (Eva Hatheysen, Anne-Chatrine Rühlow – geb. Lafrenz, Antonia Vehoff) | 11.250          |
| 4     | TUSEM Essen (Isolde Nehrenheim, Karin Gloger, Leisten)                            | 11.017          |
| 5     | Wuppertaler SV (Marlene Kirchberg, Maria Jeibmann – geb. Arenz, Marlene Nix)      | 10.731          |
| 6     | TG Mülheim (Anke Neumann, Erika Gahle, Spannaus)                                  | 10.601          |

Datum: 29./30. August
fand in Düsseldorf statt

### Waldlauf–1000m
| Platz | Athletin, Verein                      | Zeit (min) |
| ----- | ------------------------------------- | ---------- |
| 1     | Edith Schiller (ASV Köln)             | 2:47,6     |
| 2     | Ariane Döser (SSV Reutlingen 05)      | 2:50,6     |
| 3     | Veronika Mitgude (TuS Empelde)        | 2:51,0     |
| 4     | Margarete Buscher (LC Nordhorn)       | 2:51,4     |
| 5     | Elfriede Freudenberger (TSG Ulm 1846) | 2:57,3     |
| 6     | Ursula Bleckmann (ASV Köln)           | 2:57,6     |

Datum: 19. April
fand in Lüneburg statt

### Waldlauf–1000m, Mannschaftswertung
| Platz | Verein, Besetzung                                                            | (Pkte)               |
| ----- | ---------------------------------------------------------------------------- | -------------------- |
| 1     | ASV Köln (Edith Schiller, Ursula Bleckmann, Brigitte Stötzel)                | 11 (Plätze 01/6/9)   |
| 2     | SC Victoria Hamburg (Brüne, Bormann, Behrens)                                | 34 (Plätze 12/20/33) |
| 3     | LC Nordhorn (Margarete Buscher, Ursel ten Brink, Heinrich)                   | 40 (Plätze 04/27/43) |
| 4     | Post-SG Mannheim (Rosemarie Nitsch, Dörr, Stattkus)                          | 41 (Plätze 08/24/44) |
| 5     | TuS Empelde (Veronika Mitgude, Anke Hoffmann, Kemnitz)                       | 41 (Plätze 03/21/49) |
| 6     | TSV Zehlendorf 88 Berlin (Jutta von Haase, Gisela Köster, Gisela Stadelmann) | 43 (Plätze 14/28/37) |

Datum: 19. April
fand in Lüneburg statt

## Video
- Video Deutsche Wochenschau 1959 mit Ausschnitten der Deutschen Leichtathletik-Meisterschaften 1959 in Stuttgart, Bereich: 6:09 min bis 10:52 min aus dem Filmothek-Bundesarchiv, abgerufen am 20. April 2021